# Gregory Lammers
Gregory Lammers (Helmond, 17 mei 1993) is een Nederlandse voetballer. De middenvelder staat momenteel onder contract bij RKSV Mierlo-Hout en schoot zichzelf in zijn eerste competitiewedstrijd direct in de boeken als eerste speler namens RKSV Mierlo-Hout met een doelpunt in de Eerste Klasse.
Lammers begon in de jeugdopleiding van RKSV MULO en werd later overgenomen door de gezamenlijke jeugdopleiding van VVV-Venlo en Helmond Sport. Sinds het seizoen 2012/13 zit hij bij de selectie van Helmond Sport. Lammers maakte zijn debuut als invaller in de wedstrijd tegen Sparta Rotterdam. In 2014 maakte hij de overstap van Helmond Sport naar Helmondia, dit alles om tot rust te komen na het spelen in de eerste divisie. 3 jaar later werd er geswitcht van Helmondia naar SV Deurne waarmee hij weer in de eerste klasse terecht kwam. Na 3 jaar op dit niveau is nog eenmaal een stap omhoog gemaakt naar de hoofdklasse met VV Gemert. Na drie jaar was het mooi en is de laatste switch naar Mierlo-Hout gemaakt, waar hij na een jaar al was gepromoveerd.

## Carrière
| Seizoen | Club             | Land      | Competitie     | Wed. | Goals |
| ------- | ---------------- | --------- | -------------- | ---- | ----- |
| 2012/13 | Helmond Sport    | Nederland | Eerste divisie | 2    | 0     |
| 2013/14 | Helmond Sport    | Nederland | Eerste divisie | 15   | 0     |
| 2014/15 | SC Helmondia     | Nederland | Derde klasse   |      |       |
| 2015/16 | SC Helmondia     | Nederland | Tweede klasse  |      |       |
| 2016/17 | SC Helmondia     | Nederland | Tweede klasse  |      |       |
| 2017/18 | SV Deurne        | Nederland | Eerste klasse  |      |       |
| 2018/19 | SV Deurne        | Nederland | Eerste klasse  |      |       |
| 2019/20 | SV Deurne        | Nederland | Eerste klasse  |      |       |
| 2020/21 | VV Gemert        | Nederland | Derde divisie  |      |       |
| 2021/22 | VV Gemert        | Nederland | Derde divisie  |      |       |
| 2022/23 | VV Gemert        | Nederland | Derde divisie  |      |       |
| 2023/24 | RKSV Mierlo-Hout | Nederland | Eerste Klasse  | 4    | 3     |
| Totaal  | Totaal           | Totaal    | Totaal         | 21   | 3     |

Bijgewerkt tot 28 September 2023
1 Van der Steen ·
2 Pachonik ·
3 Van den Eynden ·
4 Halhal ·
5 Scholz  ·
6 Ludwig ·
7 Bisselink ·
8 Ostrc ·
9 Šits ·
10 Golliard ·
11 Daneels ·
12 Ogenia ·
14 Mallahi ·
17 Van Hove ·
19 Ingason ·
21 Hendriks ·
22 Dizdarević ·
23 Aben ·
27 Absalem ·
29 Zimuangana ·
31 Geerts ·
32 Essakkati ·
33 Zonneveld ·
39 Van den Hurk ·
40 Meulendijks ·
40 Farah ·
41 Dekkers ·
41 Davelaar ·
42 El Arnouki ·
47 Doudah ·
52 Van Himbeeck ·
Coach: Maaskant
· Assistent-coach: Bogers
· Assistent-coach: Hikspoors
· Keeperstrainer: Vissers